# ウンム・サラール
ウンム・サラール（アラビア語: بلدية أم صلال、Umm SalalまたはUmm Slal）は、7つ存在するカタールの行政区画(بلدية)の一つ。

## 概要
ドーハの北西にあり、行政区画で唯一海に面していない。バルザーン塔（バルザーン宮とも）の建つウンム・サラール・ムハンマドやウンム・サラール・アリーなどがある。人口は60,509人（2010年4月）。

## スポーツ
サッカーのウンム・サラールSCが本拠地としている。

## 隣接行政区画
- アル＝ハウル
- アッ＝ザアーイン
- ライヤーン
- シャハーニーヤ